# Quartett (Roman)
Quartett (im Englischen Quartet. urspr. Postures) ist der Titel eines 1928 erschienenen Romans der Schriftstellerin Jean Rhys. Die Autorin erzählt darin die autobiographisch geprägte Geschichte einer Vierecksbeziehung im Paris der 1920er Jahre.

## Inhalt
Die Protagonistin des Romans, die 28-jährige Marya Zelli, lebt mit ihrem polnischen Ehemann Stephan Zelli im Paris der 1920er Jahre. Über eine befreundete Malerin de Solla lernt sie das Ehepaar Hugh J. und Lois Heidler kennen. Der Engländer Hugh Heidler ist Kunsthändler und Mäzen, seine Frau Lois ist Malerin. Nachdem Stephan Zelli wegen Verkaufs gestohlener Kunstgegenstände verhaftet und unter Anklage gestellt wird, zieht die fast mittellose Marya auf Betreiben von Lois Heidler bei dem Ehepaar ein. Hugh Heidler beginnt einer Affäre mit ihr, Lois entdeckt dies, toleriert es aber in der folgenden Zeit. Stephan Zelli wird schuldig gesprochen und zu einem Jahr Gefängnis und anschließender Ausweisung aus Frankreich verurteilt. Marya gerät neben der ohnehin bestehenden finanziellen in immer stärkere emotionale Abhängigkeit von Heidler, der versucht sie zu einem Abbruch der Beziehungen zu Stephan zu überreden. Die ganze Zeit schwankt Marya zwischen der Liebe zu ihrem inhaftierten Mann und der zu Heidler.
Als Stephan entlassen wird, kommt es zu einem Treffen zwischen Stephan und Marya Zelli sowie Hugh und Lois Heidler, nicht jedoch zur Offenlegung des Verhältnisses gegenüber Stephan. Vier Tage später muss Maryas Ehemann Paris verlassen, er reist nach Amsterdam. Heidler bricht die Liebesaffäre, nicht aber den Kontakt zu Marya ab. Stattdessen drängt er sie – erfolgreich – Paris zu verlassen und nach Nizza zu reisen, wo er sie finanziell unterstützt, ihr aber gleichzeitig die Mittel vorenthält, zu ihrem Mann nach Amsterdam zu fahren. Stephan kehrt schließlich nach Misserfolgen in Amsterdam nach Paris zurück, um sich vor seiner geplanten Abreise nach Argentinien mit seiner Frau zu treffen. Sie kommen bei einem Bekannten Stephans und dem bei diesem wohnenden Fräulein Chardin unter. Hier berichtet Marya ihrem Mann von dem Verhältnis mit Heidler. In der daraus erwachsenden Szene verkehrt sich ihre anfängliche Zuneigung zu Stephan in Abneigung und sie gesteht, dass sie Heidler liebe. Stephan droht daraufhin, Heidler umzubringen. Schließlich geht er nur in der Absicht, das Land zu verlassen, und lässt seine Frau zurück. Beim Verlassen des Hauses trifft er allerdings Fräulein Chardin, die anbietet, mit ihm zu kommen – ein Angebot, das er nicht ablehnt.

## Biographische Parallelen
Quartett trägt stark autobiographische Züge. Die Erlebnisse der Protagonistin haben, von Teilen der Vorgeschichte als Revuetänzerin bis zu den Ereignissen in Paris, große Ähnlichkeit mit denen der Autorin. Stephan Zelli ähnelt Rhys’ damaligem Ehemann Jean Lenglet (auch Langlet), auch er wurde zu einer Haftstrafe verurteilt, allerdings aufgrund eines Währungsvergehens. Rhys ermöglichte Lenglet im Übrigen die Veröffentlichung seiner Sicht der beschriebenen Ereignisse. Die Figur Hugh Heidlers endlich hat viele Eigenschaften des englischen Schriftstellers Ford Madox Ford (eigentlich Ford Hermann Hueffer), mit dem Rhys zur Zeit der Haft ihres Mannes eine Affäre hatte.

## Verfilmungen
- Quartett (1981)

## Ausgaben
- Jean Rhys: Quartett. München dtv, 1995